# Dwór w Woli Sękowej
Dwór w Woli Sękowej – dwór położony w Woli Sękowej.

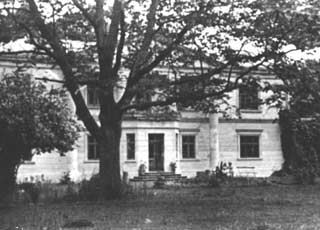
Nieistniejący budynek dworski

W przeszłości w skład zabudowań dworu wchodziły budynek dworski, oranżeria, oficyna, czworak, rządcówka i stajnia. Dom dworski był piętrowy, posiadał frontowy czterokolumnowy portyk, we wnętrzu miał wiele pokoi. Oranżeria była ogrzewana i podpiwniczona. W oficynie zamieszkiwała gosposia, w czworaku służba dworska, zaś w rządcówce rządca i dzierżawcy. Ponadto na terenie dworu istniały spichlerz, gumno, drewutnia, wozownia, kort tenisowy, a zabudowania były otoczone parkiem dworskim, w ramach którego były sad i ogród warzywny.
Pierwotnie dwór stanowił własność rodziny Wiktorów herbu Brochwicz, szlachty osiadłej w Wiatrowicach. Do 1843 właścicielem posiadłości był Tomasz Wiktor, w 1845 majątek przejął Jakub Wiktor i Józef Wiktor, na podstawie darowizny z 11 listopada 1884 roku przejął Władysław Jan Wiktor (w 1905 posiadał we wsi obszar 240,8 ha), a w 1922 roku dwór znalazł się w rękach jego syna, Andrzeja Wiktora. Ostatnimi właścicielami dóbr w Woli Sękowej byli Andrzej Brochwicz-Wiktor i jego siostra Regina Wiktor (sekretarka ambasadora polskiego we Włoszech profesora Stanisława Kota, która poślubiła w 1946 poetę Romana Brandsteattera).
W okresie II Rzeczypospolitej we dworze zamieszkiwał Andrzej Wiktor i jego żona Olga Didur-Wiktorowa. Na terenie dworu rozwijało się życie kulturalne, w odwiedzinach bywali ówcześni znani śpiewacy: ojciec Olgi, Adam Didur, siostra Mary Didur-Załuska, a także Jan Kiepura, Vittoria Calma, Mieczysław Fogg. Po wybuchu II wojny światowej w czasie okupacji niemieckiej we dworze wraz z Wiktorami zamieszkiwał dr Oskar Schmidt, przedwojenny założyciel fabryki gumy w pobliskim Sanoku. Po przejściu frontu wschodniego latem 1944, wkroczeniu Armii Czerwonej i przeprowadzonej parcelacji ziemi rodzina Wiktorów została usunięta z dworu przez władze komunistyczne.
Budynek dworski został spalony 26/27 kwietnia 1946 w wyniku ataku ukraińskiej UPA. W późniejszym czasie resztki jego murów zostały rozebrane przez okoliczną ludność. Zniszczeniu uległy również oranżeria, czworak i filary bramy. Po wojnie w okresie PRL teren byłego dworu i parku popadał w ruinę. Z budynków częściowo korzystała Spółdzielnia Kółek Rolniczych i kółka rolnicze.
W 1991 nieruchomość dworska została zakupiona przez osoby prywatne i służy celom zarobkowym. Po przekształceniu dwór zyskał charakter pensjonatu (powstały przy nim m.in. korty tenisowe, stadnina koni). W 2001 dwór otrzymał wyróżnienie w Regionalnym Konkursie Promocyjnym w kategorii Firmy Roku Ziemi Sanockiej 2001.
Do czasów współczesnych zachowały się oficyna, które obecnie funkcjonuje jako budynek dworski, oraz stajnia, która została poddana renowacji. W obszarze okołodworskiego parku zachowały się okazy starodrzewu, sadu, staw.

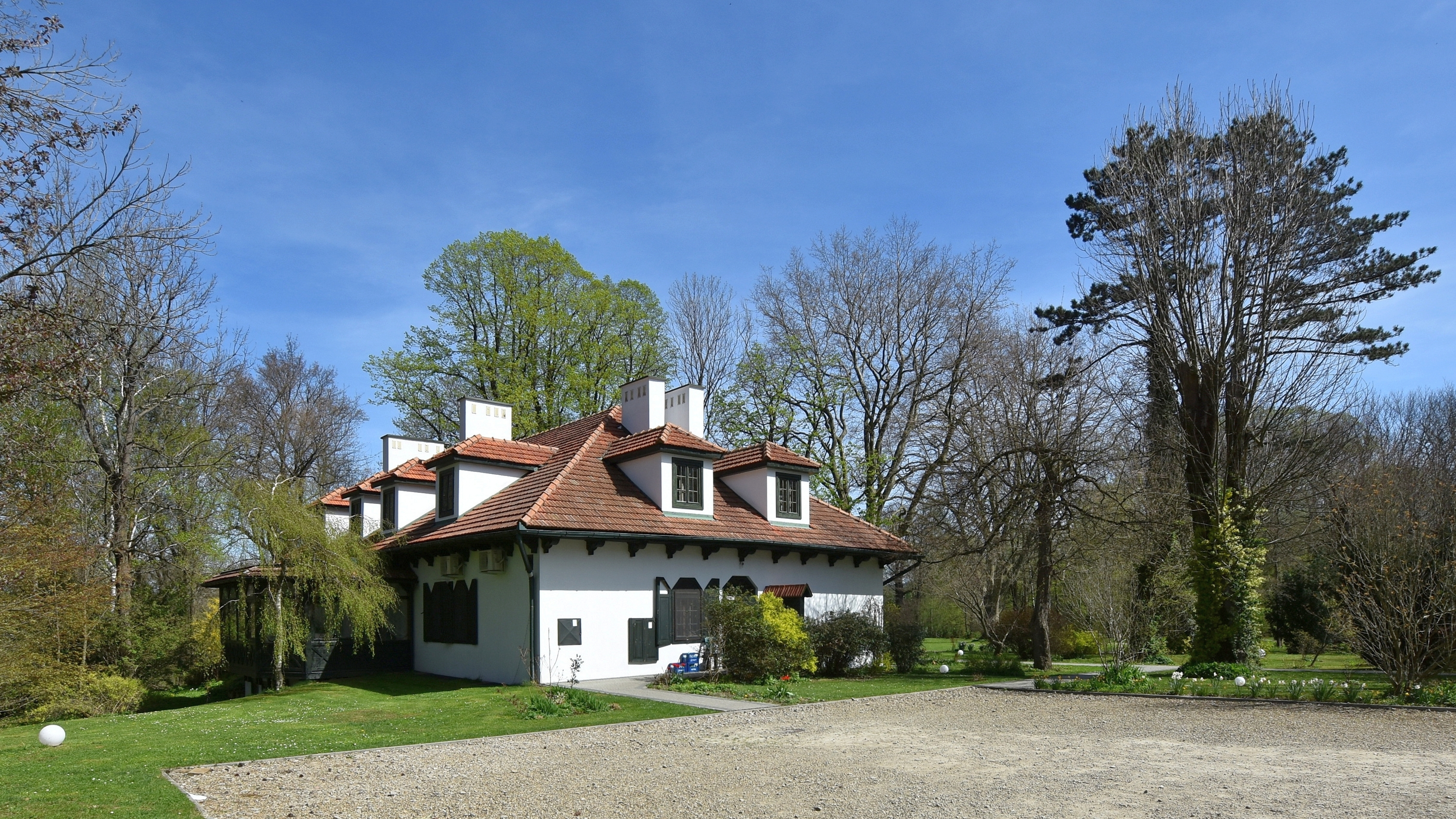
Oficyna, elewacja boczna
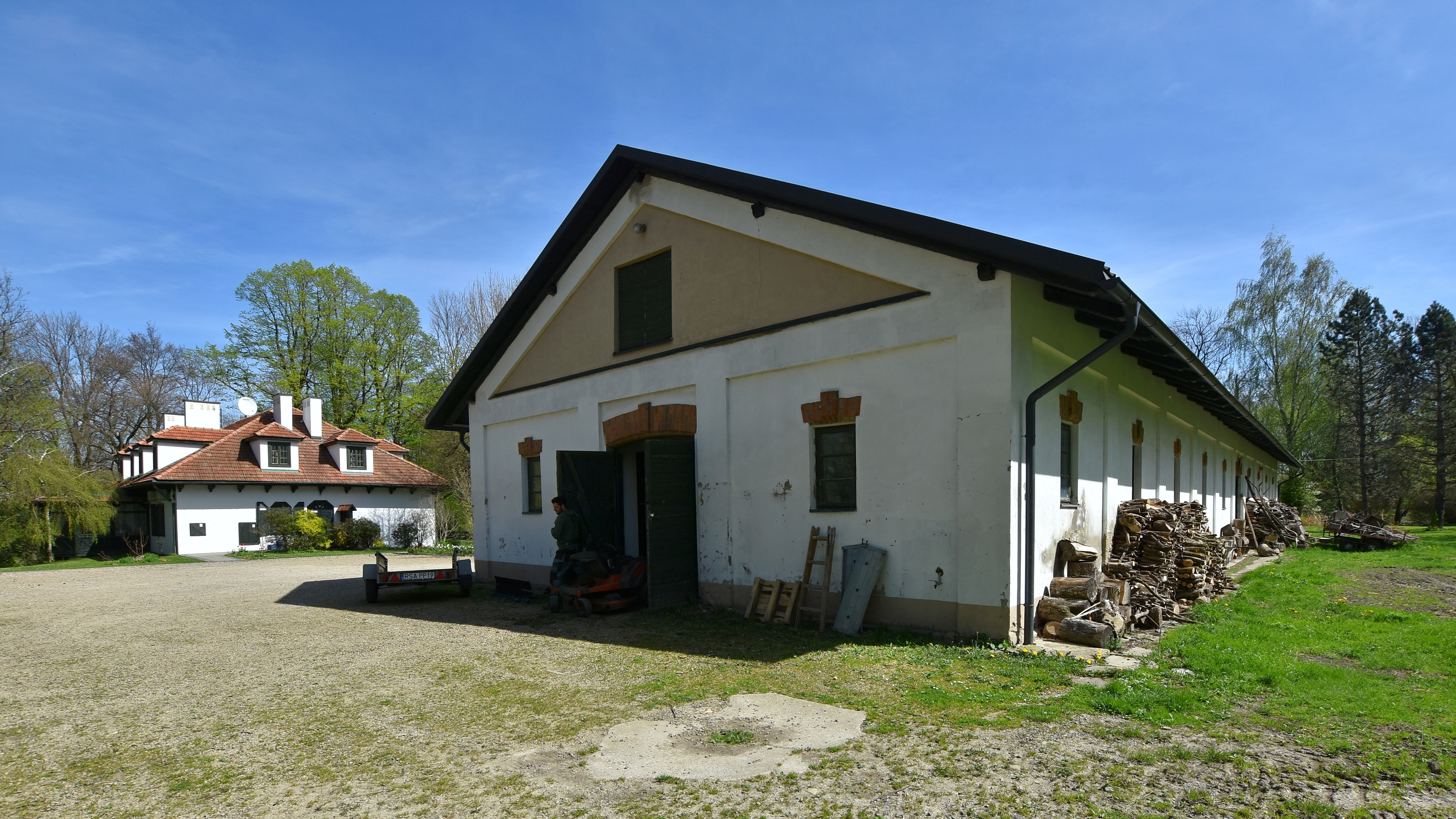
Stajnia
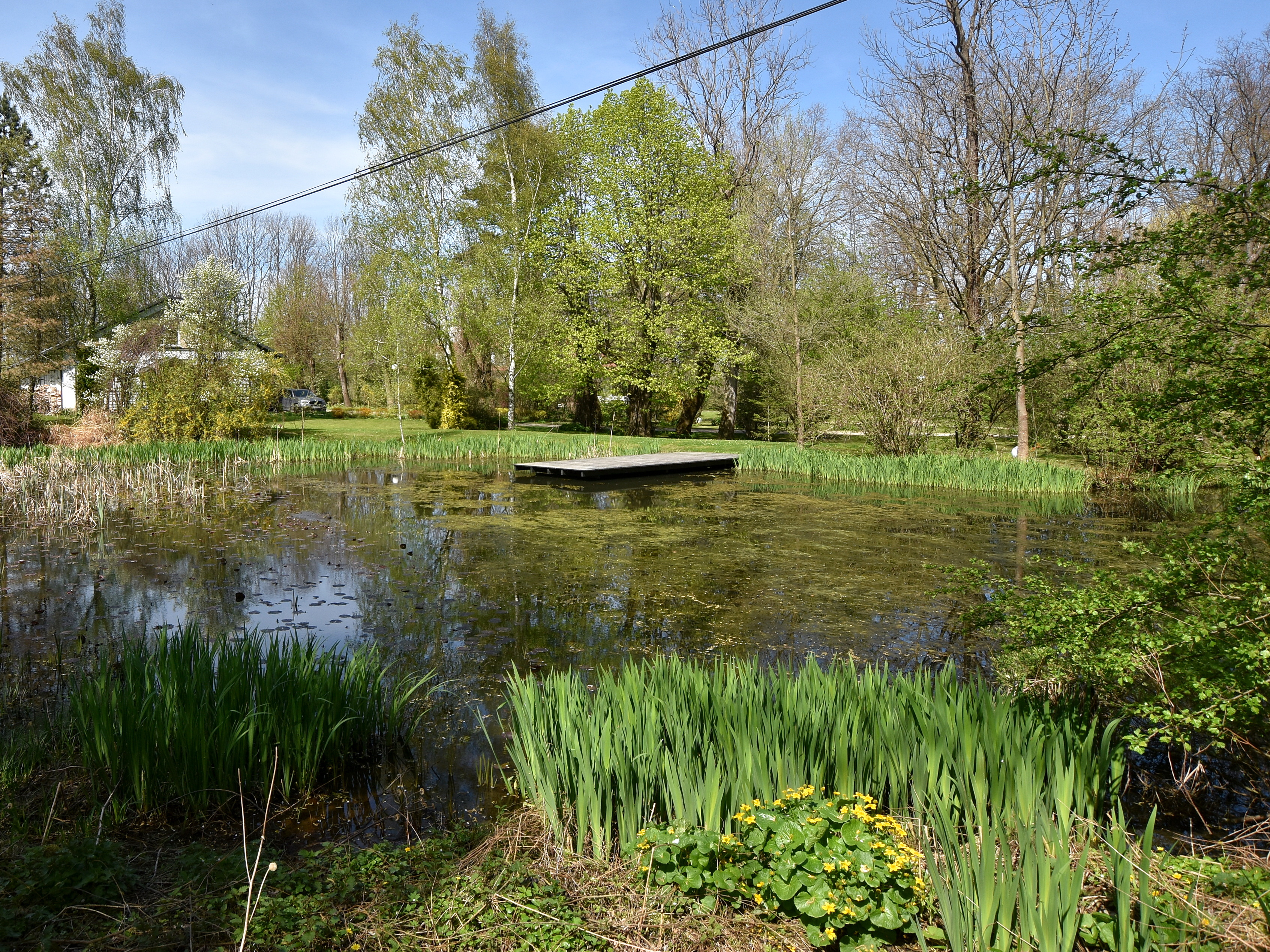
Park dworski